# Музей современного искусства (Страсбург)
Музей современного искусства в Страсбурге (фр. Musée d'Art moderne et contemporain de Strasbourg, сокр. MAMCS) — музей в Страсбурге (Франция), посвящённый современному искусству.
Был основан в 1973 году и торжественно открыт в своём собственном здании в конце 1998 года.

## История
Музей был построен на месте бывших муниципальных скотобоен на левом берегу реки Иль; его архитектором стал Адриан Фенсильбер. Здание музея было торжественно открыто в декабре 1998 года Катрин Траутман, министром культуры Франции в правительстве Лионеля Жоспена и бывшим мэром Страсбурга (первая женщина-мэр города Франции с населением более 100 000 человек). С марта 2008 года куратором музея является Эстель Петржик (Estelle Pietrzyk), работавшая в музее Пикассо, музее Родена и являющаяся одним из создателей музея Сулажа в Родезе.
Ежегодно музей проводит порядка десяти собственных выставок, посвящённых искусству современных художников. Страсбургская музейная библиотека, берущая своё начало с 1877 года, имеет более 140 000 томов и является уникальным фондом французского наследия. Один из прилегающих к музею дворов, названный Place Jean-Arp, с момента его создания также является важным культурным местом Страсбурга, где желающие свободно могут покататься на роликах или скейтборде. Музей имеет книжный магазин, многоцелевой зал для проведения различных мероприятий, (конференции, концерты, показ фильмов); на просторной террасе на крыше музея размещается собственное кафе. Здесь же, на крыше, установлена скульптура лошади высотой 4 метра — Hortus conclusus итальянского художника и скульптора Доменико Паладино.

## Коллекция
Музей современного искусства в Страсбурге пополнял свою коллекцию в том числе от пожертвований учреждений и отдельных лиц; он является единственным крупным музеем Франции, экспозиция которого охватывает период с 1870 года по сегодняшний день.

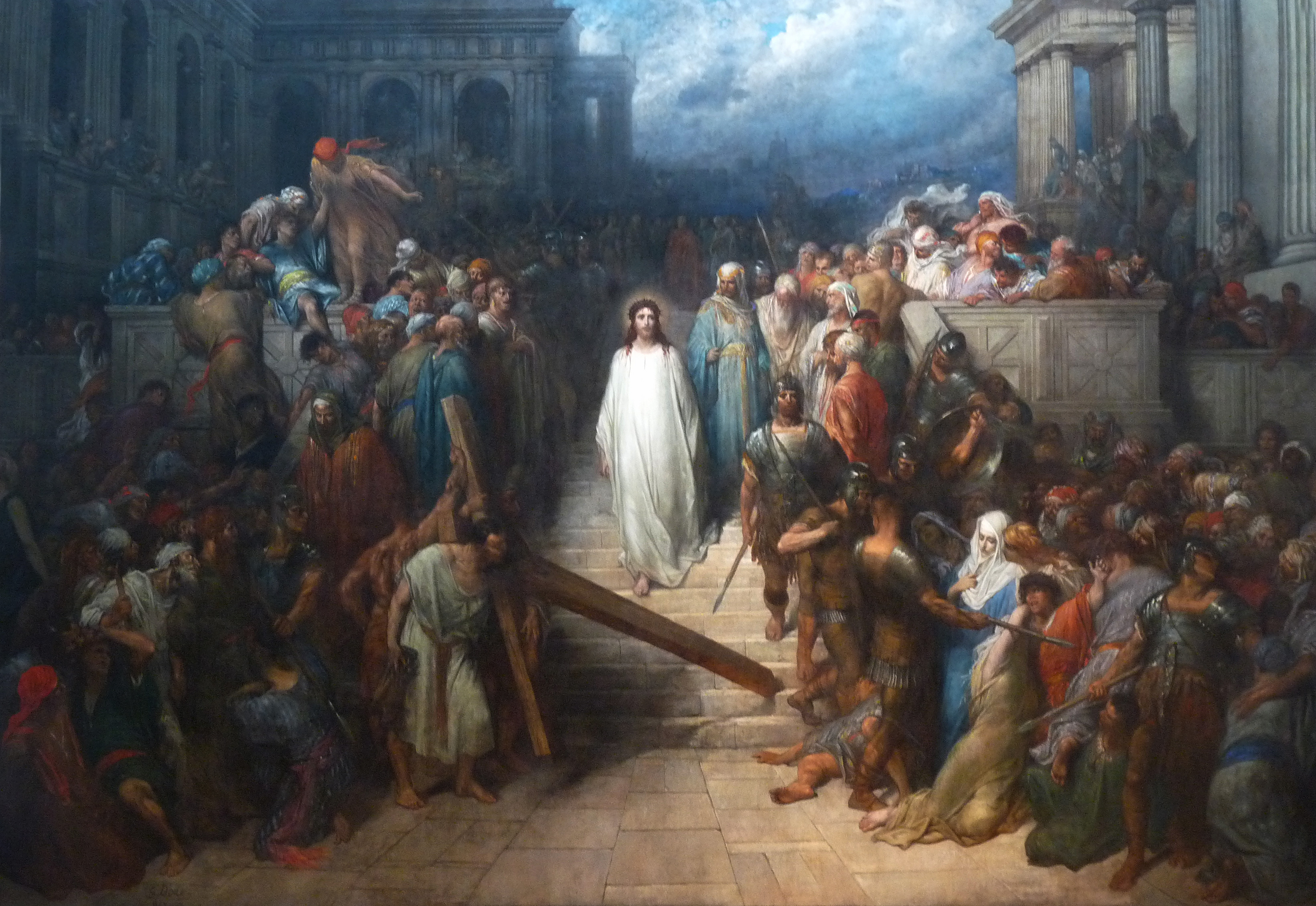
«Христос, покидающий преторий»

По состоянию на 9 мая 2018 года коллекции музея насчитывали в общей сложности более 17 тысяч произведений, среди которых 1785 картин, 4820 рисунков, 828 скульптур, 4150 гравюр и 3580 фотографий. В числе знаменитых художников, большое количество работ которых представлены в музее: Гюстав Доре (включая его знаменитую картину «Христос, покидающий преторий»), Жан Арп, Виктор Браунер, Софи Тойбер-Арп, Василий Кандинский, Казар Домела, Тео ван Дусбург, Макс Клингер, Кете Кольвиц, Макс Эрнст, Франтишек Купка; также существенно представлено творчество менее знаменитых художников: Лу Альберт-Лазар, Марсель Кан, Лотар фон Зеебах, Жан-Дезире Рингель и других.
Важна и интересна коллекция эльзасских художников, представляющая такие жанры, как модерн, экспрессионизм и новый реализм: Жан-Дезире Рингель, Шарль Шпиндлер, Рене Би, Анри Беке, Люк Юбер, Мартин Хубрехт и Камиль Клаус.

Музейные экспонаты
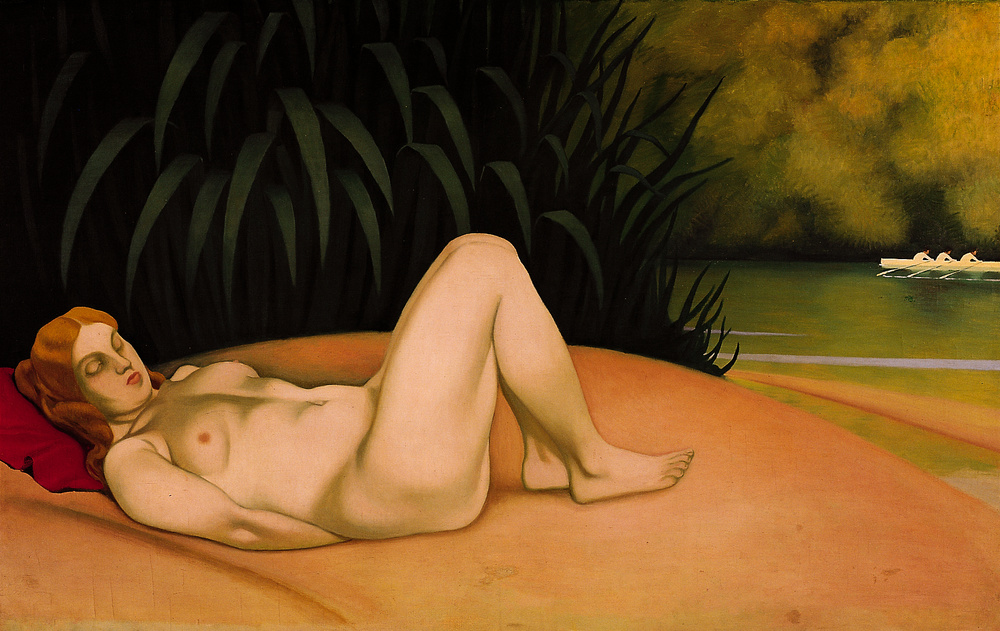
ФеликсВаллоттон
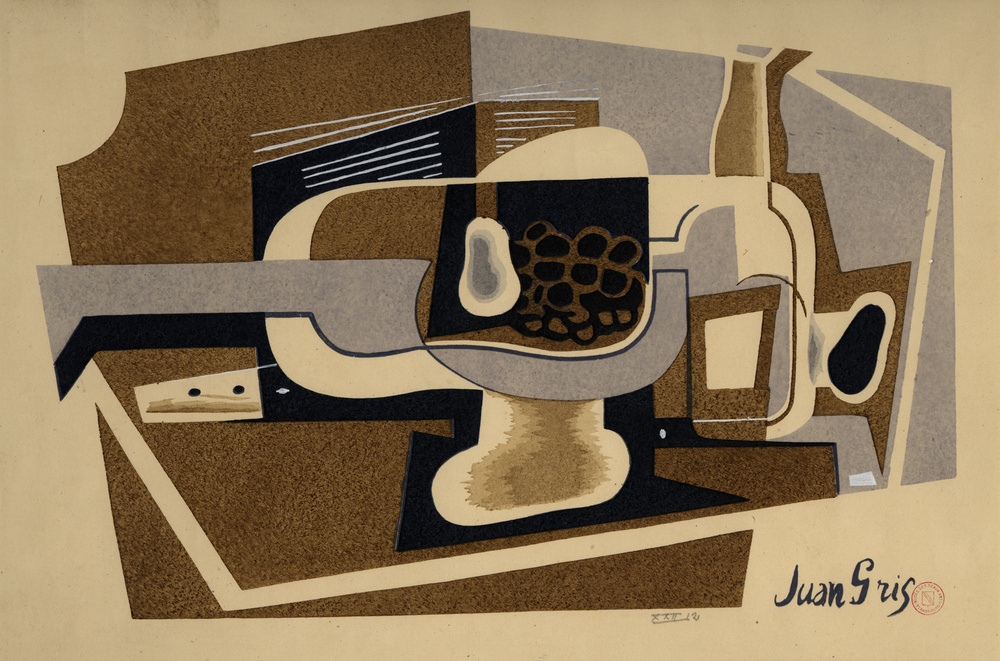
Хуан Грис
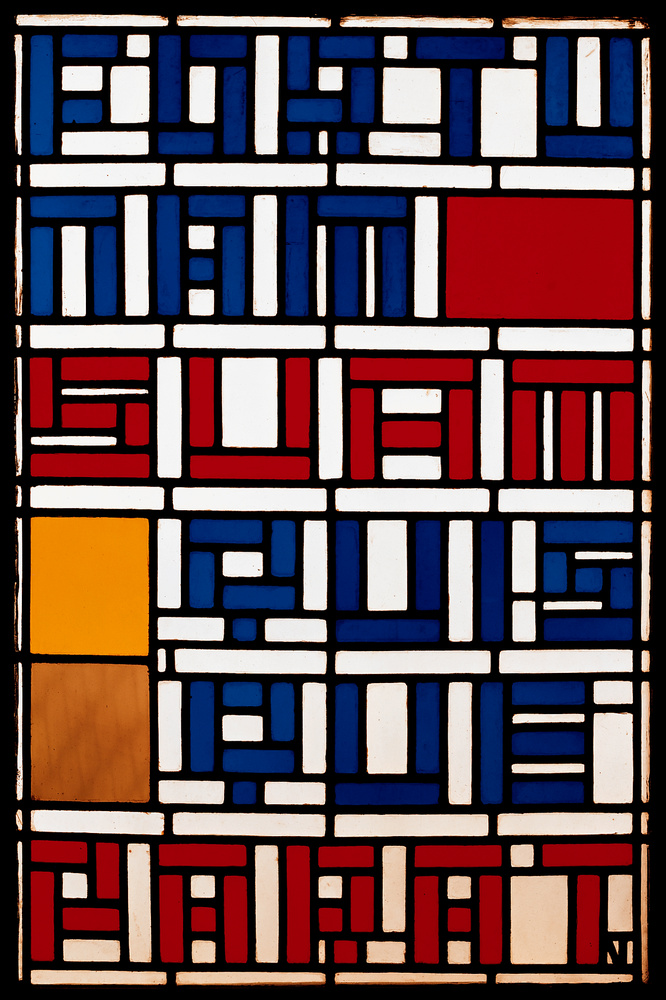
Тео ван Дусбург
Пауль Клее
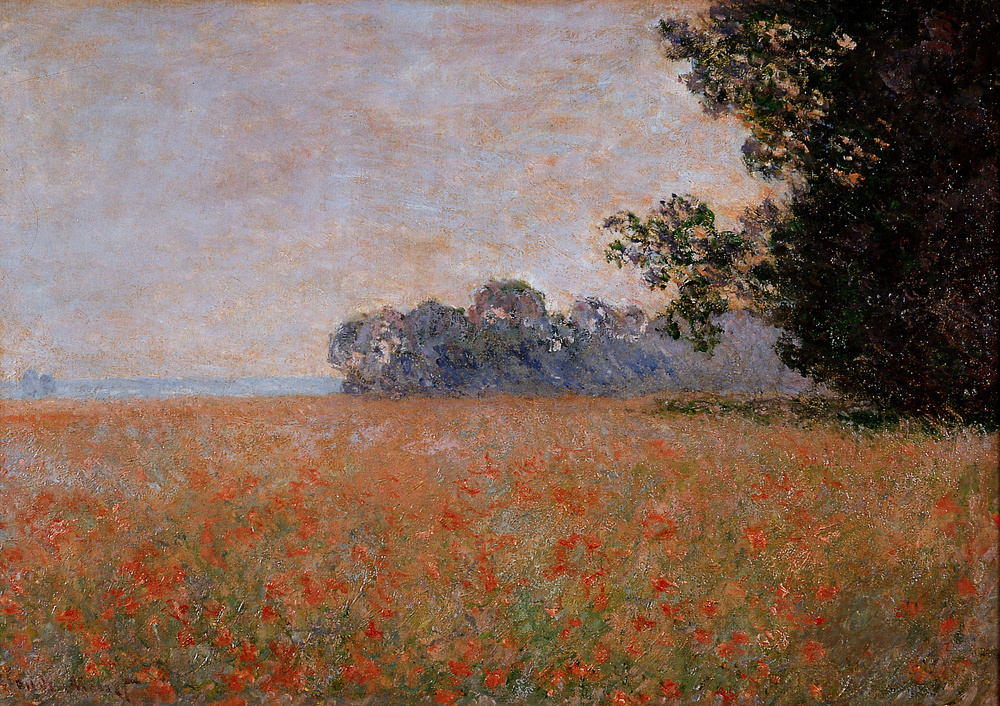
Клод Моне
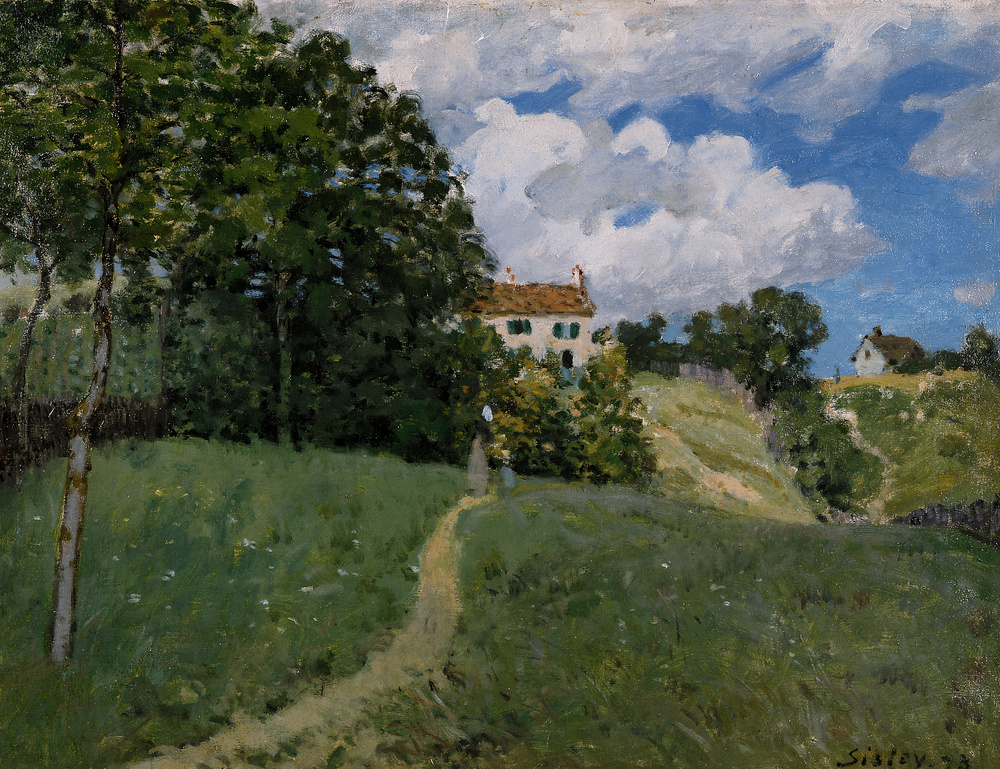
Альфред Сислей
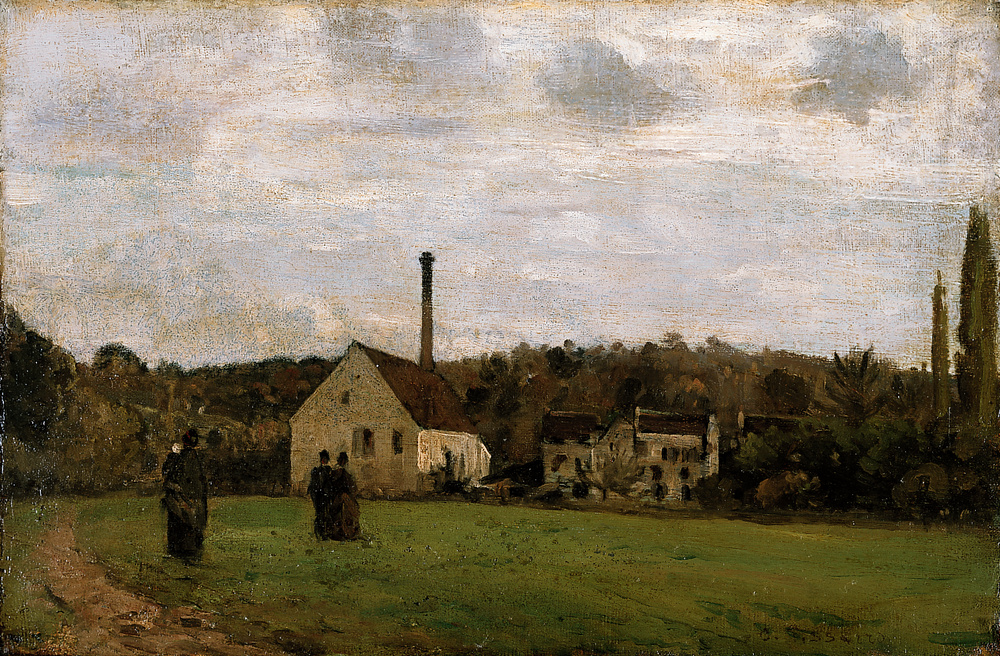
Камиль Писсарро
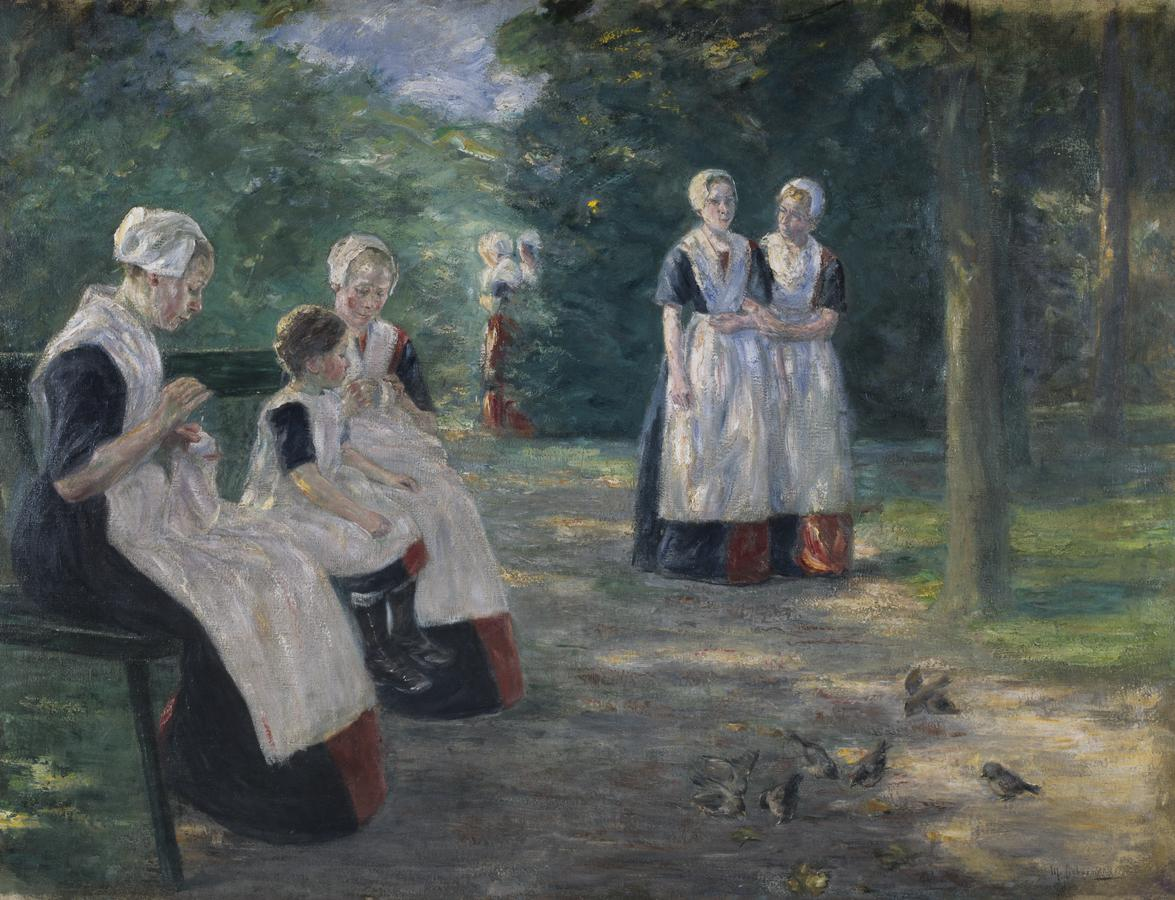
Макс Либерман